# Bòbila Almirall II
La Bòbila Almirall II és un edifici industrial de Terrassa (Vallès Occidental) protegit com a bé cultural d'interès local. És situada a la carretera d'Olesa (B-120), al barri del Roc Blanc. És la segona bòbila que els Almirall van bastir el 1947; la primera, de la qual només se'n conserva la xemeneia, que és la més alta de la ciutat i la més alta del món de les que tenen escala de caragol, fou fundada el 1910 a la Maurina. Les naus de bòbila ara són ocupades per una empresa de construcció.
Es tracta d'un conjunt d'edificis construïts en obra vista, dels quals destaca el cos principal, de planta rectangular molt allargada, cobert a dues aigües, amb llanterna central sobre el carener. És de planta baixa i dos pisos. Les façanes estan formades per ritmes de pilars i arcs rebaixats que diferencien la planta baixa del pis superior, ja que en aquest cas els pilars i els arcs es desdoblen respecte als de la planta. Interiorment té separacions de totxana i maó buit que formen gelosies al lloc on es col·locaven les galetes a assecar.

## La xemeneia

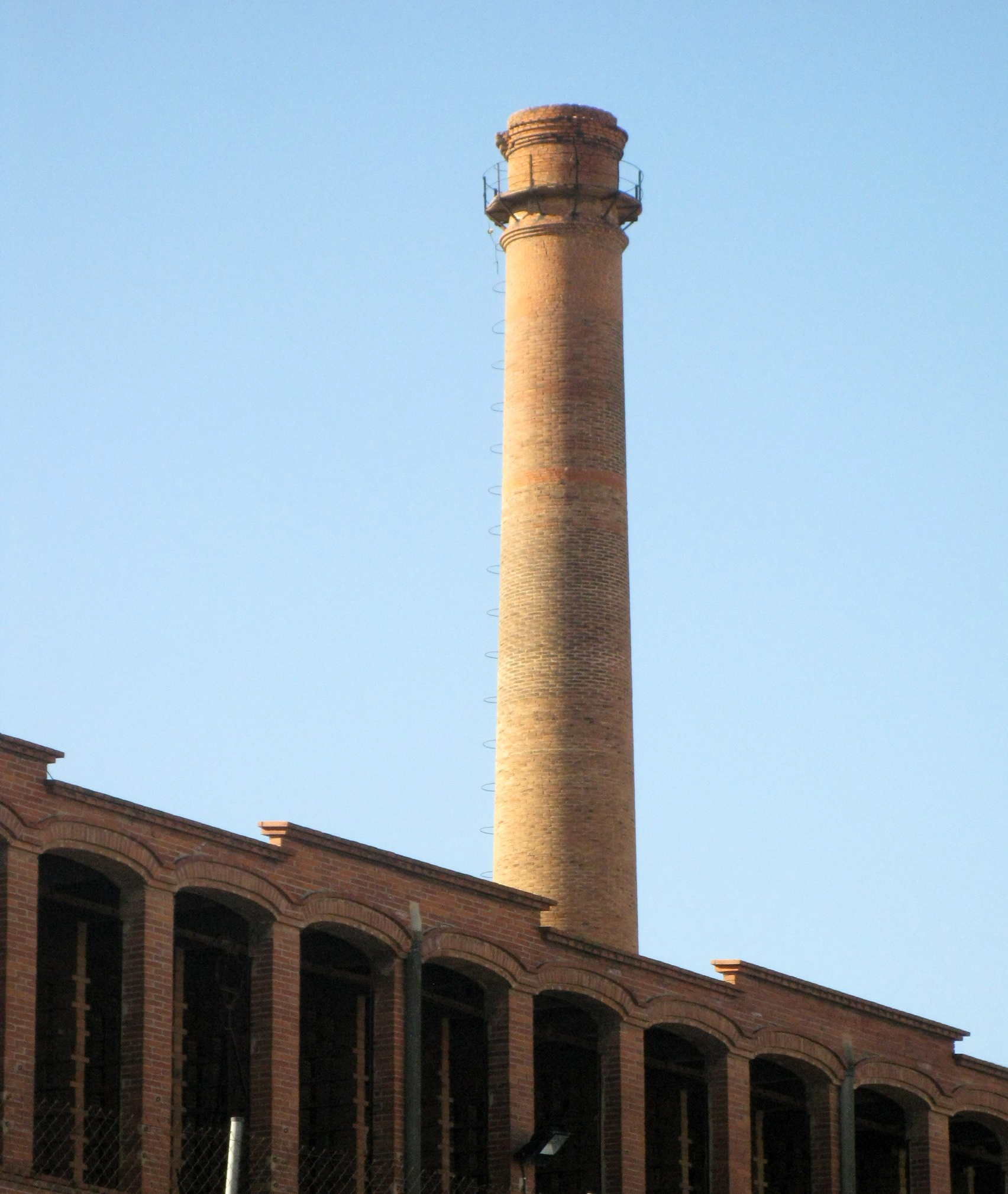
Xemeneia de la bòbila

Destaca del conjunt l'alta xemeneia troncocònica de amb base quadrada i fust coronat amb doble collarí i plataforma metàl·lica amb barana, fins a la qual es puja mitjançant una escala de gat exterior amb proteccions circulars. Té una alçada total de 49 m i un diàmetre de 3,8 m a 1,8 m de la base fins a la corona.
Aquesta esvelta xemeneia, exempta del conjunt, es contraposa a l'horitzontalitat d'aquest i forma una composició de volums.